# King Animal
A King Animal a Soundgarden amerikai rockegyüttes hatodik, egyben utolsó stúdióalbuma, amely az együttes 1997-es feloszlása, majd 2010-es újraindulása után jelent meg 2012. november 13-án. A lemez producere az együttes tagjai mellett Adam Kasper volt. Az album a Billboard 200-as lemezeladási lista 5. helyét szerezte meg, azonban ellentétben az előző, 16 évvel korábbi Down on the Upside platinalemezes albumukkal, a King Animal még az aranylemez státuszt sem érte el az Egyesült Államokban. Magyarországon a 2013-as Fonogram díjátadón elnyerte "Az év külföldi hard rock vagy heavy metal albuma" kategória díját.
Chris Cornell énekes 2017-ben bekövetkezett halálával a Soundgarden végleg feloszlott.

## Az album dalai
Az összes dalszöveg szerzője Chris Cornell, kivéve a jelzett helyeken. 
| 1.    | Been Away Too Long        |                     | Cornell, Ben Shepherd          | 3:36 |
| 2.    | Non-State Actor           | Kim Thayil, Cornell | Shepherd                       | 3:57 |
| 3.    | By Crooked Steps          |                     | Matt Cameron, Shepherd, Thayil | 4:00 |
| 4.    | A Thousand Days Before    |                     | Thayil                         | 4:23 |
| 5.    | Blood on the Valley Floor |                     | Thayil                         | 3:48 |
| 6.    | Bones of Birds            |                     | Cornell                        | 4:22 |
| 7.    | Taree                     |                     | Shepherd                       | 3:38 |
| 8.    | Attrition                 | Shepherd            | Shepherd                       | 2:52 |
| 9.    | Black Saturday            |                     | Cornell                        | 3:29 |
| 10.   | Halfway There             |                     | Cornell                        | 3:16 |
| 11.   | Worse Dreams              |                     | Cornell                        | 4:53 |
| 12.   | Eyelid's Mouth            |                     | Cameron                        | 4:39 |
| 13.   | Rowing                    |                     | Shepherd, Cornell              | 5:08 |
| 52:01 |                           |                     |                                |      |

| Deluxe Edition CD, Digital Download és Box Set kiadás bónusz dalai | Deluxe Edition CD, Digital Download és Box Set kiadás bónusz dalai | Deluxe Edition CD, Digital Download és Box Set kiadás bónusz dalai | Deluxe Edition CD, Digital Download és Box Set kiadás bónusz dalai | Deluxe Edition CD, Digital Download és Box Set kiadás bónusz dalai | Deluxe Edition CD, Digital Download és Box Set kiadás bónusz dalai | Deluxe Edition CD, Digital Download és Box Set kiadás bónusz dalai | Deluxe Edition CD, Digital Download és Box Set kiadás bónusz dalai | Deluxe Edition CD, Digital Download és Box Set kiadás bónusz dalai | Deluxe Edition CD, Digital Download és Box Set kiadás bónusz dalai |
| #                                                                  | Cím                                                                | Hossz                                                              |                                                                    |                                                                    |                                                                    |                                                                    |                                                                    |                                                                    |                                                                    |
| ------------------------------------------------------------------ | ------------------------------------------------------------------ | ------------------------------------------------------------------ | ------------------------------------------------------------------ | ------------------------------------------------------------------ | ------------------------------------------------------------------ | ------------------------------------------------------------------ | ------------------------------------------------------------------ | ------------------------------------------------------------------ | ------------------------------------------------------------------ |
| 14.                                                                | Worse Dreams (Demo)                                                | 3:20                                                               |                                                                    |                                                                    |                                                                    |                                                                    |                                                                    |                                                                    |                                                                    |
| 15.                                                                | Black Saturday (Demo)                                              | 3:16                                                               |                                                                    |                                                                    |                                                                    |                                                                    |                                                                    |                                                                    |                                                                    |
| 16.                                                                | By Crooked Steps (Demo)                                            | 4:23                                                               |                                                                    |                                                                    |                                                                    |                                                                    |                                                                    |                                                                    |                                                                    |
| 1:03:00                                                            |                                                                    |                                                                    |                                                                    |                                                                    |                                                                    |                                                                    |                                                                    |                                                                    |                                                                    |

| Japán kiadás bónusz dalai | Japán kiadás bónusz dalai | Japán kiadás bónusz dalai | Japán kiadás bónusz dalai | Japán kiadás bónusz dalai | Japán kiadás bónusz dalai | Japán kiadás bónusz dalai | Japán kiadás bónusz dalai | Japán kiadás bónusz dalai | Japán kiadás bónusz dalai |
| #                         | Cím                       | Hossz                     |                           |                           |                           |                           |                           |                           |                           |
| ------------------------- | ------------------------- | ------------------------- | ------------------------- | ------------------------- | ------------------------- | ------------------------- | ------------------------- | ------------------------- | ------------------------- |
| 14.                       | Worse Dreams (Demo)       | 3:20                      |                           |                           |                           |                           |                           |                           |                           |
| 15.                       | Black Saturday (Demo)     | 3:16                      |                           |                           |                           |                           |                           |                           |                           |
| 16.                       | By Crooked Steps (Demo)   | 4:23                      |                           |                           |                           |                           |                           |                           |                           |
| 17.                       | Bones of Birds (Demo)     | 3:27                      |                           |                           |                           |                           |                           |                           |                           |
| 1:06:27                   |                           |                           |                           |                           |                           |                           |                           |                           |                           |

| iTunes Deluxe Edition bónusz dalai | iTunes Deluxe Edition bónusz dalai | iTunes Deluxe Edition bónusz dalai | iTunes Deluxe Edition bónusz dalai | iTunes Deluxe Edition bónusz dalai | iTunes Deluxe Edition bónusz dalai | iTunes Deluxe Edition bónusz dalai | iTunes Deluxe Edition bónusz dalai | iTunes Deluxe Edition bónusz dalai | iTunes Deluxe Edition bónusz dalai |
| #                                  | Cím                                | Hossz                              |                                    |                                    |                                    |                                    |                                    |                                    |                                    |
| ---------------------------------- | ---------------------------------- | ---------------------------------- | ---------------------------------- | ---------------------------------- | ---------------------------------- | ---------------------------------- | ---------------------------------- | ---------------------------------- | ---------------------------------- |
| 14.                                | Worse Dreams (Demo)                | 3:20                               |                                    |                                    |                                    |                                    |                                    |                                    |                                    |
| 15.                                | Black Saturday (Demo)              | 3:16                               |                                    |                                    |                                    |                                    |                                    |                                    |                                    |
| 16.                                | By Crooked Steps (Demo)            | 4:23                               |                                    |                                    |                                    |                                    |                                    |                                    |                                    |
| 17.                                | Halfway There (Demo)               | 3:34                               |                                    |                                    |                                    |                                    |                                    |                                    |                                    |
| 1:06:34                            |                                    |                                    |                                    |                                    |                                    |                                    |                                    |                                    |                                    |

| Best Buy, Amazon.de, és ausztrál Deluxe Edition bónusz dalai | Best Buy, Amazon.de, és ausztrál Deluxe Edition bónusz dalai | Best Buy, Amazon.de, és ausztrál Deluxe Edition bónusz dalai | Best Buy, Amazon.de, és ausztrál Deluxe Edition bónusz dalai | Best Buy, Amazon.de, és ausztrál Deluxe Edition bónusz dalai | Best Buy, Amazon.de, és ausztrál Deluxe Edition bónusz dalai | Best Buy, Amazon.de, és ausztrál Deluxe Edition bónusz dalai | Best Buy, Amazon.de, és ausztrál Deluxe Edition bónusz dalai | Best Buy, Amazon.de, és ausztrál Deluxe Edition bónusz dalai | Best Buy, Amazon.de, és ausztrál Deluxe Edition bónusz dalai |
| #                                                            | Cím                                                          | Hossz                                                        |                                                              |                                                              |                                                              |                                                              |                                                              |                                                              |                                                              |
| ------------------------------------------------------------ | ------------------------------------------------------------ | ------------------------------------------------------------ | ------------------------------------------------------------ | ------------------------------------------------------------ | ------------------------------------------------------------ | ------------------------------------------------------------ | ------------------------------------------------------------ | ------------------------------------------------------------ | ------------------------------------------------------------ |
| 14.                                                          | Worse Dreams (Demo)                                          | 3:20                                                         |                                                              |                                                              |                                                              |                                                              |                                                              |                                                              |                                                              |
| 15.                                                          | Black Saturday (Demo)                                        | 3:16                                                         |                                                              |                                                              |                                                              |                                                              |                                                              |                                                              |                                                              |
| 16.                                                          | By Crooked Steps (Demo)                                      | 4:23                                                         |                                                              |                                                              |                                                              |                                                              |                                                              |                                                              |                                                              |
| 17.                                                          | Bones of Birds (Demo)                                        | 3:27                                                         |                                                              |                                                              |                                                              |                                                              |                                                              |                                                              |                                                              |
| 18.                                                          | A Thousand Days Before (Demo)                                | 4:24                                                         |                                                              |                                                              |                                                              |                                                              |                                                              |                                                              |                                                              |
| 1:10:51                                                      |                                                              |                                                              |                                                              |                                                              |                                                              |                                                              |                                                              |                                                              |                                                              |

| King Animal Plus kiadás bónusz dalai | King Animal Plus kiadás bónusz dalai                   | King Animal Plus kiadás bónusz dalai | King Animal Plus kiadás bónusz dalai | King Animal Plus kiadás bónusz dalai | King Animal Plus kiadás bónusz dalai | King Animal Plus kiadás bónusz dalai | King Animal Plus kiadás bónusz dalai | King Animal Plus kiadás bónusz dalai | King Animal Plus kiadás bónusz dalai |
| #                                    | Cím                                                    | Hossz                                |                                      |                                      |                                      |                                      |                                      |                                      |                                      |
| ------------------------------------ | ------------------------------------------------------ | ------------------------------------ | ------------------------------------ | ------------------------------------ | ------------------------------------ | ------------------------------------ | ------------------------------------ | ------------------------------------ | ------------------------------------ |
| 14.                                  | Taree (Live from the Artists Den)                      | 3:48                                 |                                      |                                      |                                      |                                      |                                      |                                      |                                      |
| 15.                                  | Blind Dogs (Live from the Artists Den)                 | 4:24                                 |                                      |                                      |                                      |                                      |                                      |                                      |                                      |
| 16.                                  | Rowing (Live from the Artists Den)                     | 4:25                                 |                                      |                                      |                                      |                                      |                                      |                                      |                                      |
| 17.                                  | Non-State Actor (Live from the Artists Den)            | 4:09                                 |                                      |                                      |                                      |                                      |                                      |                                      |                                      |
| 18.                                  | A Thousand Days Before (Live from the Artists Den)     | 4:46                                 |                                      |                                      |                                      |                                      |                                      |                                      |                                      |
| 19.                                  | Halfway There (Acoustic from 89X CIMX Detroit/Windsor) | 3:22                                 |                                      |                                      |                                      |                                      |                                      |                                      |                                      |
| 1:17:06                              |                                                        |                                      |                                      |                                      |                                      |                                      |                                      |                                      |                                      |

## Közreműködők
| Soundgarden - Chris Cornell – ének, ritmusgitár - Kim Thayil – szólógitár, mandolin (4) - Ben Shepherd – basszusgitár, ritmusgitár (7), háttérvokál (8) - Matt Cameron – dobok, billentyűk (5 és 12), háttérvokál (8) | További közreműködők - Adam Kasper – zongora (6), tambura (4) - Jeff McGrath – trombita (4 és 9) - Greg Powers – tenor és basszus harsona(4 és 9) - Brad Stevens – tenor és baritone szaxofon (9) - Bubba Dupree – stun gitár (8) - Bullet – további ének (9) - Mike McCready – további gitár (12) |

## Listás helyezések
| Lemezeladási lista (2012)                     | Legjobb helyezés |
| --------------------------------------------- | ---------------- |
| Ausztrália (ARIA Top 50 Albums)               | 6                |
| Ausztria (Ö3 Austria Top 40)                  | 19               |
| Belgium (Ultratop Flandria)                   | 43               |
| Belgium (Ultratop Vallónia)                   | 46               |
| Dánia (Hitlisten Album Top 40)                | 5                |
| Finnország (Musiikkituottajat Albumit Top 50) | 10               |
| Franciaország (SNEP Album Top 100)            | 67               |
| Németország (Media Control Top 100 Album)     | 10               |
| Olaszország (FIMI Album Top 20)               | 18               |
| Hollandia (Dutch Charts Album Top 100)        | 24               |
| Új-Zéland (Recorded Music NZ Top 40 Albums)   | 4                |
| Norvégia (VG-lista Album Top 40)              | 13               |
| Spanyolország (PROMUSICAE Top 100 Álbumes)    | 22               |
| Svédország (Sverigetopplistan Top 60 Albums)  | 25               |
| Svájc (Schweizer Hitparade Top 100 Albums)    | 9                |
| Egyesült Királyság (UK Albums Chart)          | 21               |
| USA Billboard 200                             | 5                |